# Brisbane International 2010
Il Brisbane International 2010  è stato un torneo professionistico di tennis giocato sul cemento. È stata la 2ª edizione conosciuta come Brisbane International. Il Brisbane International 2010 fa parte dell'ATP World Tour 250 series dell'ATP World Tour 2010 e della categoria International del WTA Tour 2010. Sia il torneo maschile che quello femminile si sono svolti nell'impianto Tennyson Tennis Centre a Brisbane nella regione di Queensland in Australia dal 3 al 10 gennaio 2010.

Andy Roddick ha vinto il suo 1º titolo del 2010 e 28° in carriera:in finale ha battuto il ceco Radek Štěpánek, campione uscente, con il punteggio di 7–6(2) 7–6(7).

## Partecipanti ATP

### Teste di serie
| Nazionalità | Giocatore       | Ranking1 | Testa di serie |
| ----------- | --------------- | -------- | -------------- |
| Stati Uniti | Andy Roddick    | 7        | 1              |
| Rep. Ceca   | Radek Štěpánek  | 12       | 2              |
| Francia     | Gaël Monfils    | 13       | 3              |
| Rep. Ceca   | Tomáš Berdych   | 20       | 4              |
| Stati Uniti | Sam Querrey     | 25       | 5              |
| Austria     | Jürgen Melzer   | 28       | 6              |
| Francia     | Jérémy Chardy   | 32       | 7              |
| Brasile     | Thomaz Bellucci | 36       | 8              |

- 1Ranking al 28 dicembre 2009

### Altri partecipanti
Giocatori che hanno ricevuto una Wild card:
- Carsten Ball
- John Millman
- Bernard Tomić

Giocatori passati dalle qualificazioni:

- Oleksandr Dolhopolov Jr.
- Nick Lindahl
- Matthew Ebden
- Julian Reister

## Partecipanti WTA

### Teste di serie
| Nazionalità | Giocatore          | Ranking1 | Testa di serie |
| ----------- | ------------------ | -------- | -------------- |
| Belgio      | Kim Clijsters      | 18       | 1              |
| Russia      | Nadia Petrova      | 20       | 2              |
| Serbia      | Ana Ivanović       | 21       | 3              |
| Slovacchia  | Daniela Hantuchová | 24       | 4              |
| Russia      | Alisa Klejbanova   | 29       | 5              |
| Canada      | Aleksandra Wozniak | 34       | 6              |
| Ungheria    | Melinda Czink      | 37       | 7              |
| Rep. Ceca   | Iveta Benešová     | 38       | 8              |

- 1Ranking al 28 dicembre 2009

### Altre partecipanti
Giocatrici che hanno ricevuto una Wild card:
- Casey Dellacqua
- Justine Henin
- Alicia Molik

Giocatrici passate dalle qualificazioni:

- Ekaterina Ivanova
- Sesil Karatančeva
- Alla Kudrjavceva
- Galina Voskoboeva

## Campioni

### Singolare maschile
Andy Roddick ha battuto in finale  Radek Štěpánek, 7–6(2), 7–6(7).
- È il 1º titolo dell'anno per Roddick, il 28° della sua carriera.

### Singolare femminile
Kim Clijsters ha battuto in finale  Justine Henin, 6-3, 4-6, 7–6(6).
- È il 1º titolo dell'anno per la Clijsters, il 36° della sua carriera.

### Doppio maschile
Jérémy Chardy /  Marc Gicquel  hanno battuto in finale  Lukáš Dlouhý /  Leander Paes, 6–3, 7–6(5).

### Doppio femminile
Andrea Hlaváčková /  Lucie Hradecká hanno battuto in finale  Melinda Czink /  Arantxa Parra Santonja, 2–6, 7–6(3), 10–4.